# Estado de Wa
O Estado de Wa (Wa: Meung Vax; chinês: 佤邦; pinyin: Wǎ Bāng; birmanês: ဝပြည်နယ်) é uma região autônoma dentro de Myanmar. É de facto independente do resto do país, e governada pelo Partido Unido do Estado Wa como um estado socialista unipartidário. Contudo, o Estado de Wa reconhece a soberania de Myanmar sobre todo o seu território, e em troca, recebeu um alto nível de autonomia do governo central. Pela constituição de 2008 de Myanmar, a área é designada como Divisão Autoadministrada Wa do Estado de Shan. A capital administrativa da região é Pangkham, anteriormente chamada de Panghsang. O nome Wa é derivado do povo Wa, que fala um idioma austro-asiático. 

## Política e sociedade
O Estado de Wa é dividido em regiões norte e sul, separadas uma da outra. A região sul do estado possui 13 000 km², 200 000 habitantes e faz fronteira com a Tailândia. A maioria dos líderes políticos do estado fazem parte do povo Wa. O governo do Estado de Wa emula muitas características políticas do governo da China, tendo um comitê e um partido central conhecido como Partido Unido do Estado Wa. Enquanto o Estado de Wa possui um alto grau de autonomia em relação a Nepiedó,  seu relacionamento é baseado na coexistência pacífica, e o Estado de Wa reconhece a soberania do governo central sobre todo o território de Myanmar.
O idioma utilizado pelo governo no Estado de Wa é o mandarim. O mandarim do sudoeste e a língua wa são amplamente falados pela população, e o idioma usado na educação é o mandarim padrão. As mercadorias do estado são trazidas da China, e o renminbi é comumente usado para trocas. A China Mobile possui cobertura móvel em algumas partes do Estado de Wa.

## História
Por muito tempo, tribos viviam dispersas na área montanhosa do Estado de Wa, sem governança unificada. Durante a dinastia Qing, a região ficou separada do controle militar do povo Dai. O controle britânico na Birmânia, atual Myanmar, não administrou a área do povo Wa, e a fronteira com a China ficou indefinida.
A partir do final da década de 1940, durante a Guerra Civil Chinesa, os remanescentes do Exército Nacional Revolucionário Chinês recuaram para o território da Birmânia quando os comunistas tomaram conta da China continental. Na região montanhosa, as forças do Kuomintang da divisão 237 do Oitavo Exército e da divisão 26 do Exército 93 mantiveram-se em posição por duas décadas, em preparação para um contra-ataque à China continental. Sob pressão das Nações Unidas, o contra-ataque foi cancelado e o exército foi convocado para o norte da Tailândia, e depois, para Taiwan. Contudo, algumas tropas decidiram ficar na Birmânia. A leste do rio Salween, grupos guerrilheiros indígenas exerceram controle com o apoio do Partido Comunista da Birmânia.
Em "Narcotopia: em busca do cartel de drogas asiático que sobreviveu à CIA", livro que ganhou destaque no jornal britânico The Economist, o pesquisador Patrick Winn  descreve que a CIA atuou como patrocinadora de diversos traficantes de ópio em Mianmar nas décadas de 1950-70. Em troca de armas e imunidade, esses senhores da guerra também atuavam como chefes de milícias anti-comunistas, reunindo informações e lançando ataques contra a China maoísta, segundo a Economist. De acordo com o livro, a CIA impediu inúmeros tentativas de prender chefes do narcotráfico e até chegou a emprestar aviões para o transporte de drogas.  
Durante os anos 1960, o Partido Comunista da Birmânia perdeu sua base de operações no centro do país, e com a ajuda dos comunistas chineses, expandiu-se em direção às regiões fronteiriças do nordeste. Muitos jovens intelectuais juntaram-se ao partido, além de inúmeros guerrilheiros locais. Os comunistas birmaneses ganharam controle sobre Pangkham, cidade que se tornou a base de operações do grupo.
No final da década de 1980, as minorias étnicas do nordeste da Birmânia se separaram politicamente do Partido Comunista do país. Em 17 de abril de 1989, as forças armadas de Bao Youxiang anunciaram a sua separação do Partido Comunista da Birmânia, e formou o Partido das Etnias Unidas de Myanmar, que mais tarde tornou-se o Partido Unido do Estado Wa. Em 18 de maio, o exército do Estado de Wa assinou um cessar-fogo com o Conselho de Estado para a Paz e Desenvolvimento, que substituiu o regime militar de Ne Win após a Revolta do dia 8888.
As tensões entre o governo central de Myanmar e o Estado de Wa aumentaram em 2009. Desde esse período, propostas de um acordo de paz feitas pelo Estado de Wa foram rejeitadas pelo governo de Myanmar.

## Subdivisões
O Estado de Wa compreende sete distritos (municípios) do que o governo de Myanmar oficialmente considera como o Estado de Shan. Internamente, o Estado de Wa administra 15 distritos no seu território.                
| Kho Pang - Yiang Chen - Nawi Mong Mau - Gong Ming Shan - Gelong Ba Pang Wai - Kun Ma - Wang Len Man Phang - Lien He |  | Nah Parn - Yin Pan Pang Yang - Pang Yang - Ting Aw - Weng Kao - Pangh Sang Mong Yang - Mong Pawk - Mong Ngen - Hotao |

O exclave sul do Estado de Wa não é parte da região tradicional do povo Wa, mas foi concedido em 1989 pela então governante junta militar birmanesa pela cooperação do Exército Unido do Estado Wa em seus esforços contra o "senhor das drogas" Khun Sa. Estes territórios eram originalmente habitados pelo povo Tai Loi, mas atualmente são habitados por comunidades significativas dos povos Shan e Lahu.

## Geografia e economia

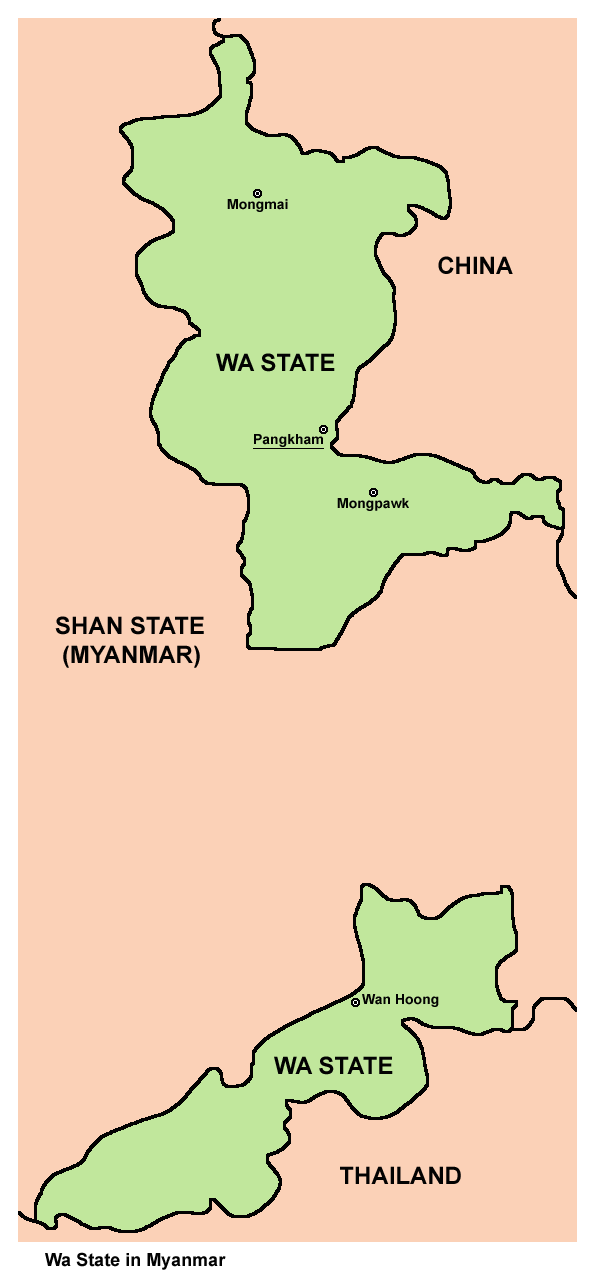
Mapa do Estado de Wa.

A região é majoritariamente montanhosa, com vales profundos. As altitudes mais baixas são de aproximadamente 600 metros acima do nível do mar, e as montanhas mais altas podem medir até 3000 metros. Inicialmente, a região do Estado de Wa dependia fortemente da produção de ópio. Com assistência chinesa, a região tem investido na agricultura, especialmente borracha e chá. O Estado de Wa cultiva 220 000 acres de borracha. Devido ao reassentamento dos residentes de áreas montanhosas para vales férteis, existe também o cultivo de arroz, milho e vegetais. Dezenas de pessoas morreram durante o reassentamento devido a doenças e acidentes rodoviários. O Estado de Wa é economicamente dependente da China, a qual o apoia financeiramente e providencia conselheiros militares e civis e armas. A região possui 133 km de fronteira com a China.

### Tráfico de drogas
O Exército Unido do Estado Wa (EUEW) era anteriormente a maior organização de narcotráfico do Sudeste Asiático. O EUEW utilizava vastas áreas de terra para o cultivo do ópio — papoula-do-oriente  — que depois era refinado e transformado em heroína. O tráfico de metanfetamina também foi importante para a economia do Estado de Wa. O dinheiro do ópio era inicialmente usado para a compra de armas.
Em agosto de 1990, oficiais do governo iniciaram um plano para o fim da produção e do tráfico de drogas na região. De acordo com uma entrevista com oficiais de Wa em 1994, Bao Youyi tornou-se procurado pela polícia chinesa por seu envolvimento no narcotráfico. Como resultado, Bao Youxiang e Zhao Nyi-Lai foram ao condado autônomo de Cangyuan, na China, e assinaram o acordo de Cangyuan com autoridades locais, que afirmavam que "Nenhuma droga irá ao exterior (do Estado de Wa); nenhuma droga entrará na China (do Estado de Wa); e nenhuma droga entrará em áreas controladas pelo governo birmanês (do Estado de Wa)." No entanto, o acordo não mencionou se o Estado de Wa poderia ou não vender drogas para grupos insurgentes.
Em 1997, o Partido Unido do Estado Wa anunciou oficialmente que a região estaria livre das drogas até o final de 2005. Com a ajuda das Nações Unidas e do governo chinês, muitos agricultores de ópio no Estado de Wa mudaram para a produção de borracha e chá. Contudo, alguns agricultores de papoula continuaram a cultivar a flor fora do território do Estado de Wa.
Embora o governo birmanês tenha começado a tomar medidas para diminuir a produção de tais drogas, estas atitudes são difíceis de se colocar em prática devido à corrupção em altos níveis no governo e à falta de infraestrutura para realizar operações. Em 2005, o Estado de Wa foi declarado pelo Partido Unido como uma zona "livre das drogas", e o cultivo do ópio passou a ser ilegal.
Uma reportagem da BBC exibida no dia 19 de novembro de 2016 mostrou a queima de metanfetamina, além de um comércio ilegal próspero de partes de animais.